# پیمان لندن
پیمان لندن در ۱۶ ژوئیه سال ۱۸۴۰، میان آلمان، اتریش و روسیه، فرانسه و انگلستان در مورد تنگه‌های ترکیه (بسفر و داردانل) به امضا رسید. این پیمان به زیان روسیه یکی از امضاکنندگان آن و ناقض عهدنامه سال ۱۸۳۳ روسیه و عثمانی معروف به پیمان «خونکار اسکله سی» بود.
طبق پیمان لندن، در زمانی که عثمانی در صلح به‌سر می‌برد، تنگه‌های یاد شده که میان دریاهای سیاه و اژه قرار دارند باید به روی کشتی‌های جنگی همه کشورها بسته باشند. این پیمان با تلاش هفت ساله وزیرخارجه وقت انگلستان که نمی‌خواست روسیه از امتیاز ویژه استفاده از این تنگه‌ها برخوردار باشد به امضا رسید.
به موجب پیمان «خونکار اسکله سی» عثمانی موافقت کرده بود که این دو تنگه تنها به روی کشتی‌های جنگی روسیه باز باشد.